# Barleria megalosiphon
Barleria megalosiphon är en akantusväxtart som beskrevs av Gottfried Wilhelm Johannes Mildbraed. Barleria megalosiphon ingår i släktet Barleria och familjen akantusväxter. Inga underarter finns listade i Catalogue of Life.